# Масонский храм Филадельфии
Масонский храм Филадельфии (англ. Masonic Temple Philadelphia) — историческое масонское здание в Филадельфии, штат Пенсильвания. Он расположен на Первой улице Норд-Броуд, прямо напротив ратуши. Храм служит штаб-квартирой Великой ложи Пенсильвании. Храм принимает тысячи посетителей каждый год, которые могут насладиться видами богатого убранства, как интерьера, так и фасадов здания. В храме есть семь помещений лож, где сегодня проводят свои собрания филадельфийские ложи и Великая ложа Пенсильвании.

### Интерьеры

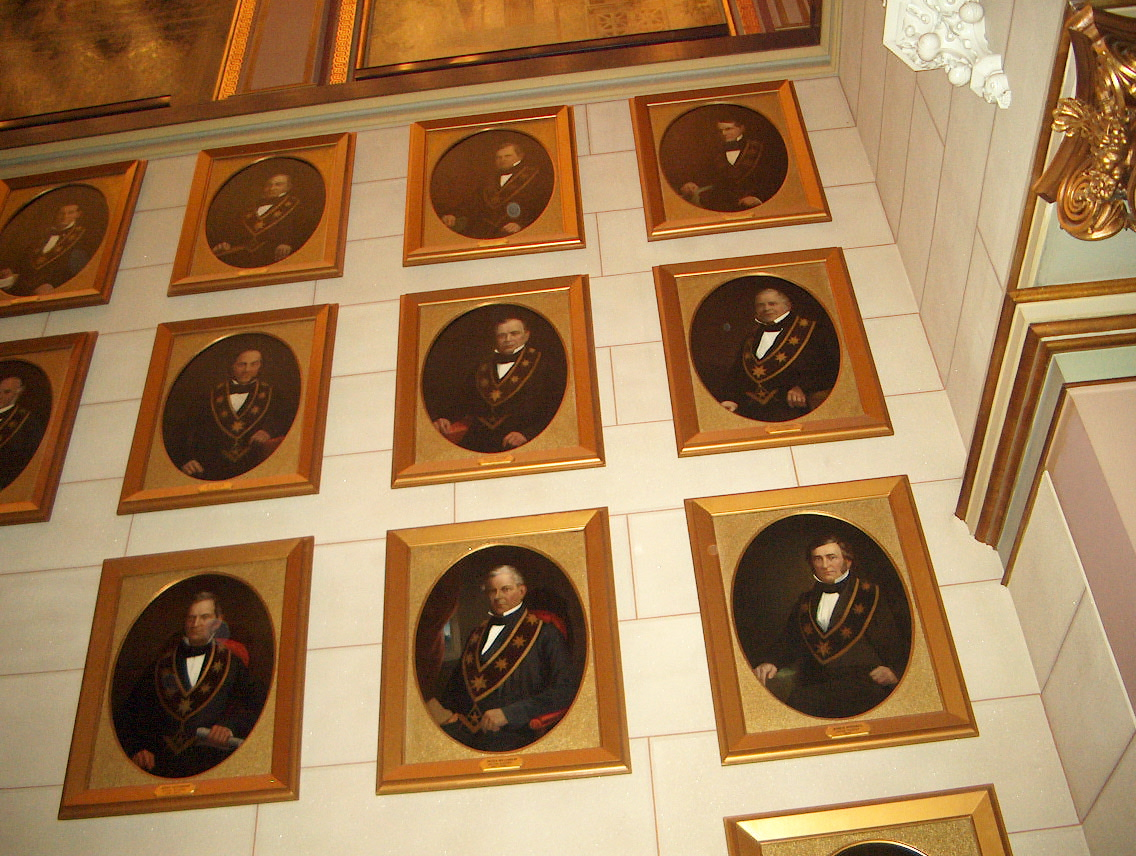
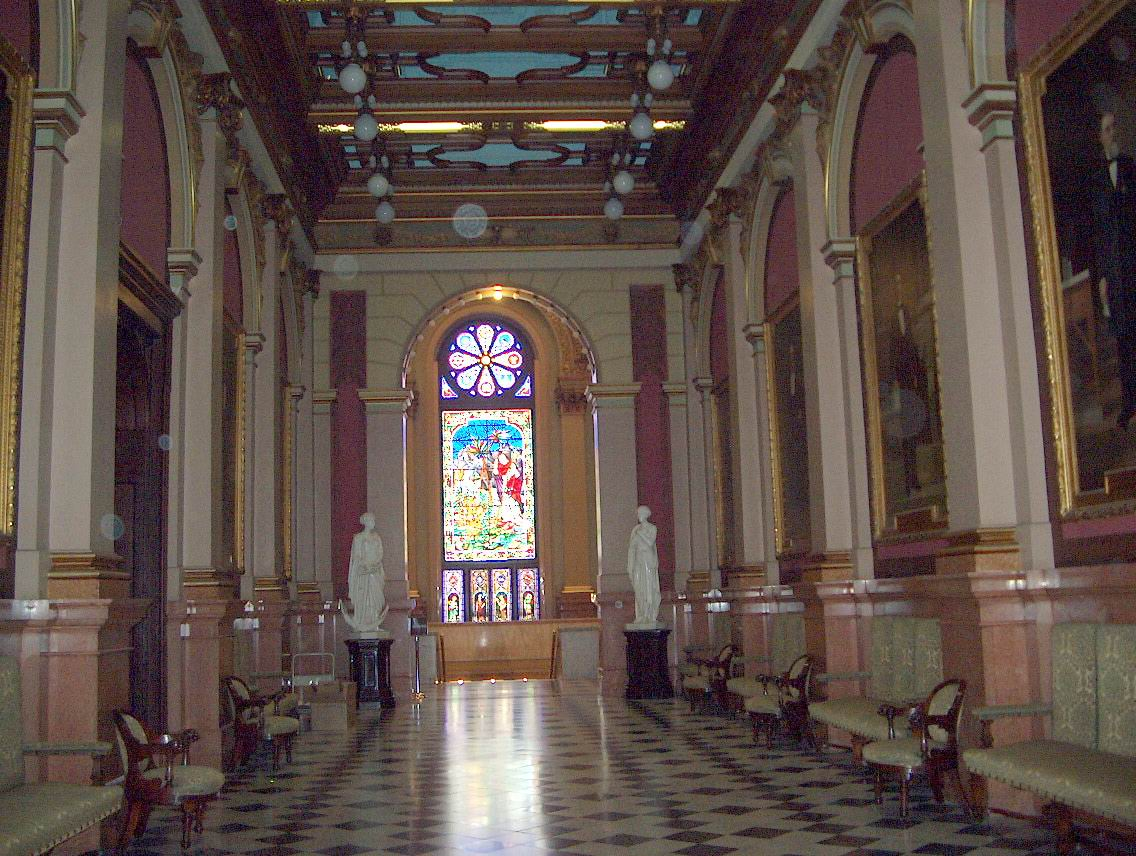
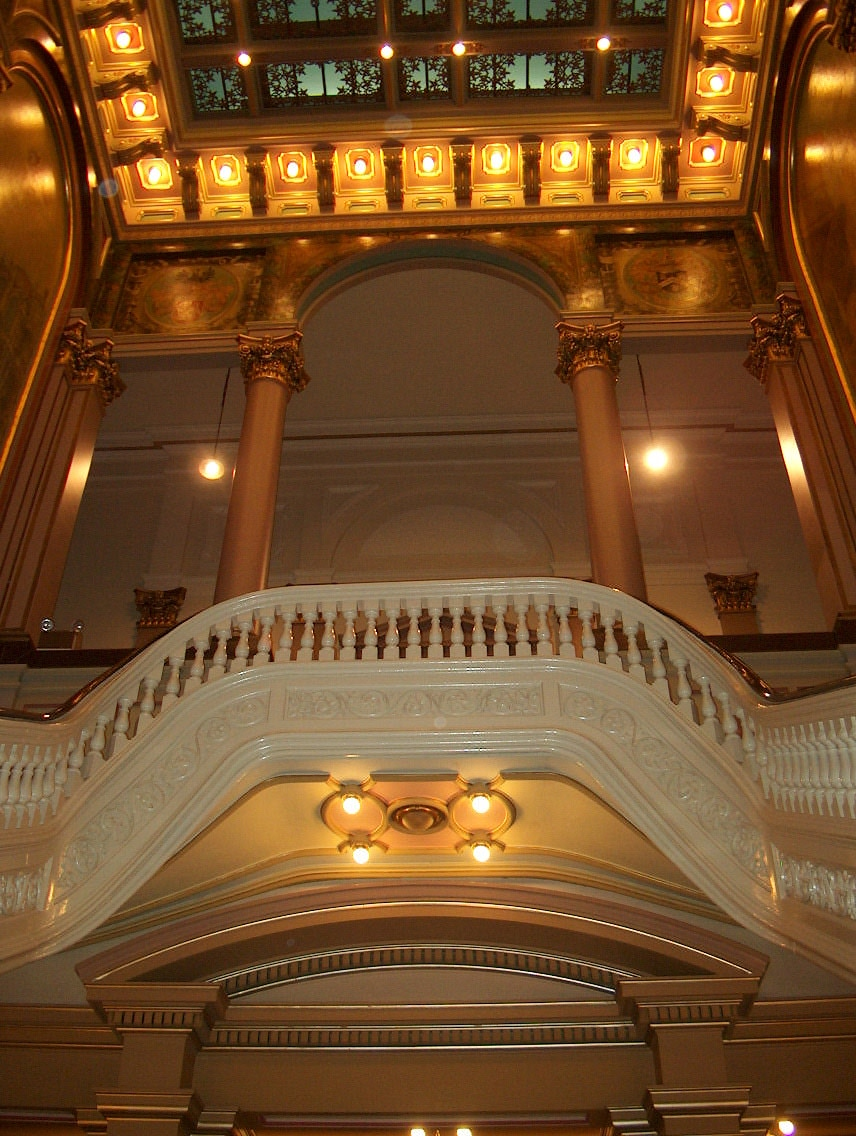
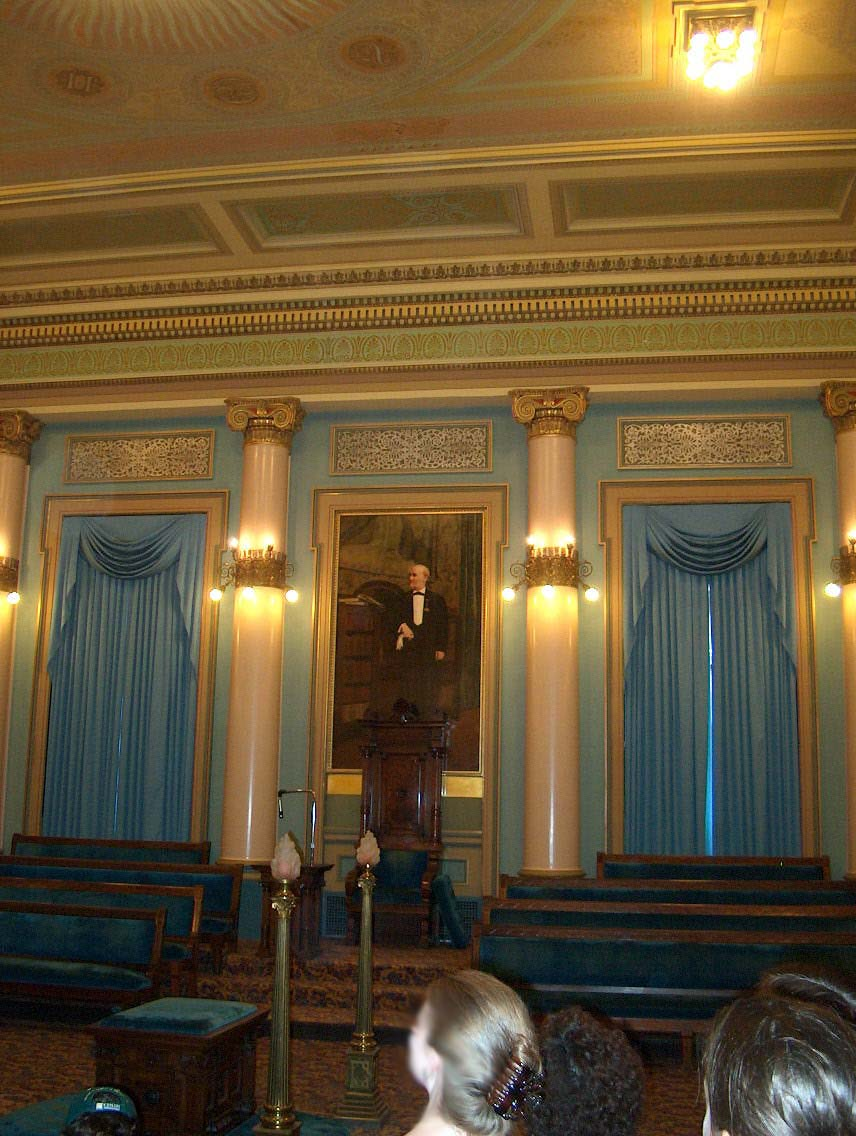
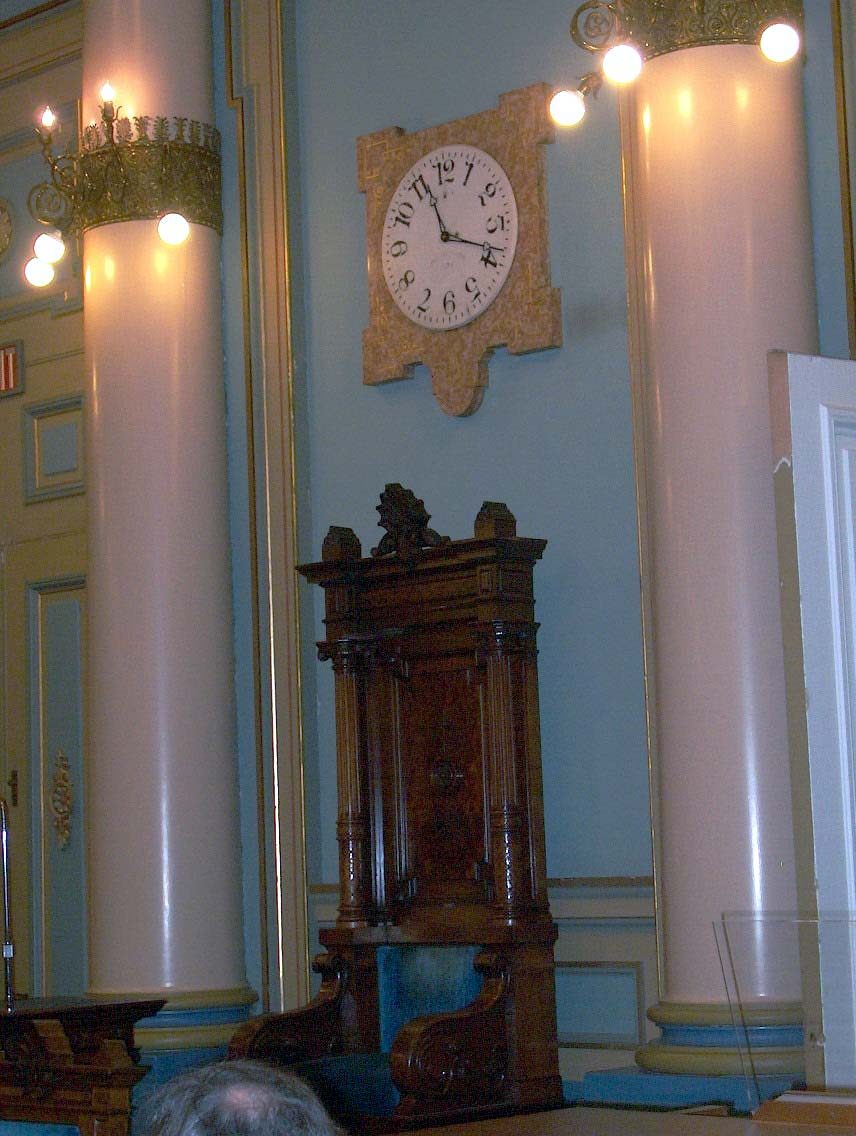
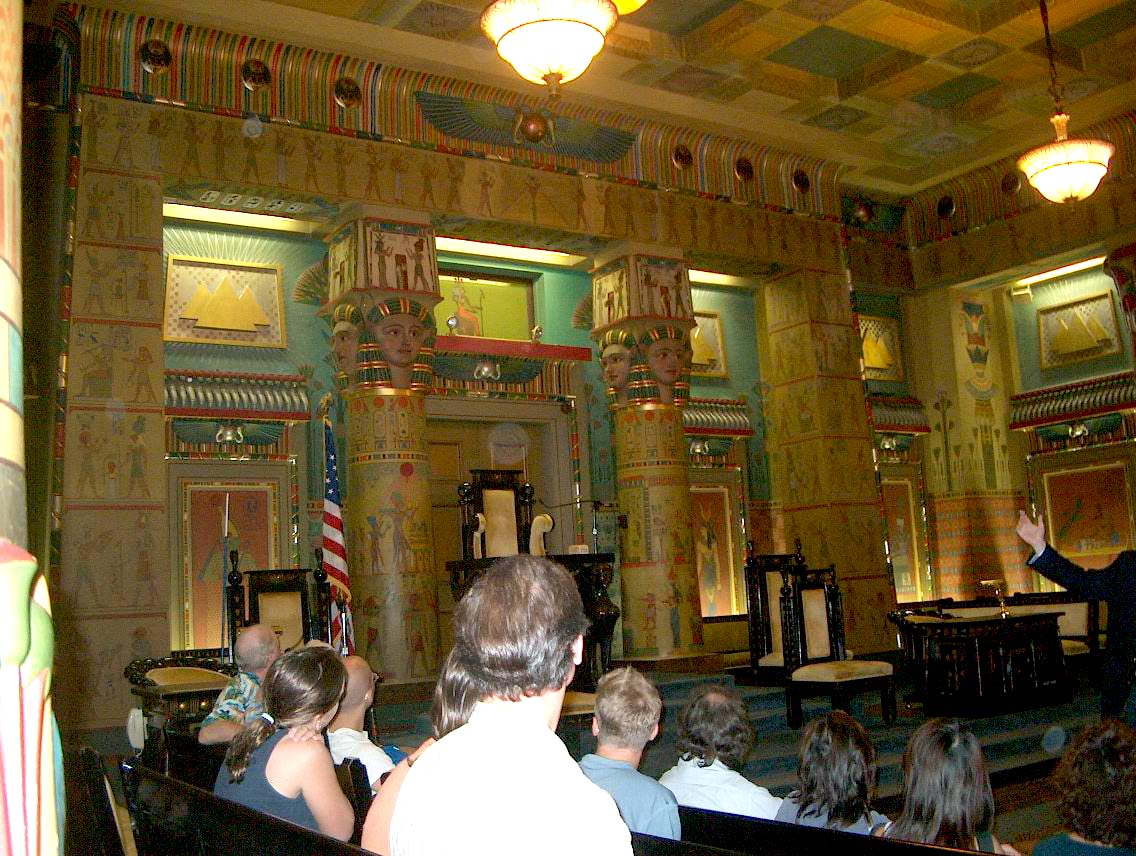
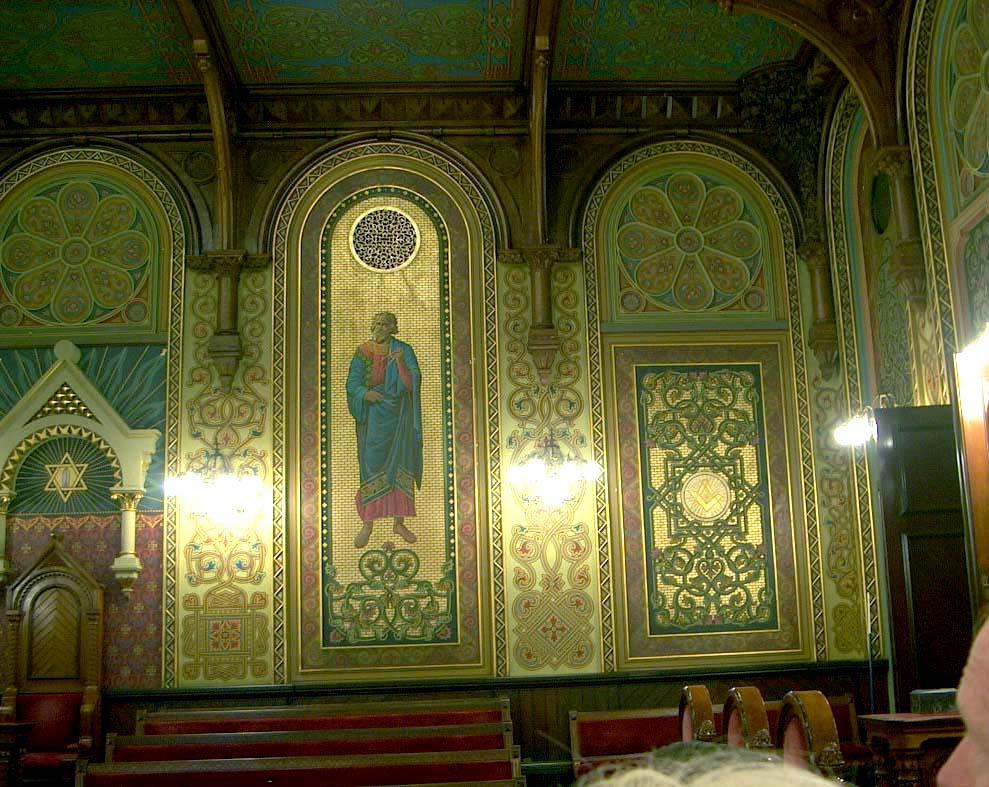
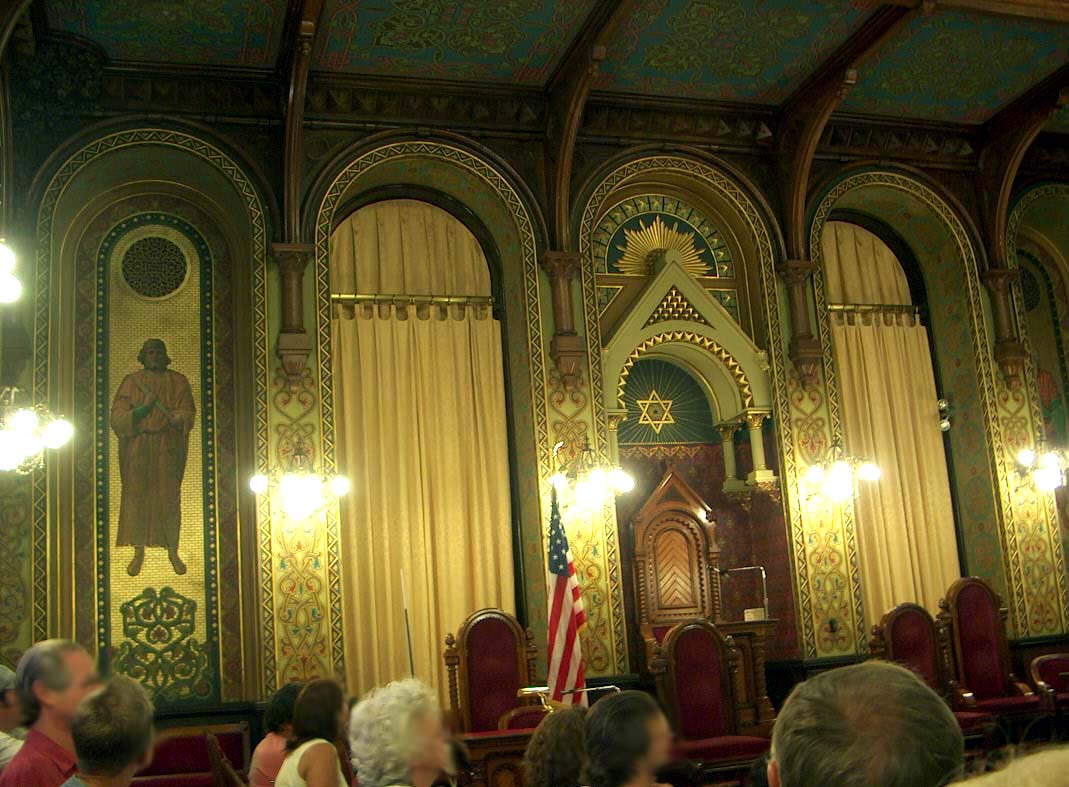

## История
Храм был спроектирован в средневековом стиле Норманом Джеймсом Х. Уиндримом, которому было 27 лет в то время, когда он выиграл конкурс на лучший проект. Массивный гранитный краеугольный камень, весом в десять тонн, был положен в основу здания в День Иоанна Крестителя — 24 июня 1868 года. На торжественной закладке краеугольного камня великий мастер Ричард Вокс пользовался молотком Джорджа Вашингтона, которым Вашингтон выравнивал краеугольный камень Капитолия при его основании в 1793 году.
Строительство было завершено через пять лет, в 1873 году. Интерьеры были разработаны Джорджем Херцогом. Их оформление длилось пятнадцать лет, до 1887 года.
Высокие и красивые фасады, выходящие на улицы Броуд и Филберт, особенно красивый портик из гранита из Куинси, делают Филадельфийский храм одним из великих архитектурных чудес Филадельфии. Фасадный отделочный камень здания на улицах Броуд и Филберт был привезён из города Сиенита, который находится в Верхнем Египте.
27 мая 1971 года, храм был включён в «Национальный реестр исторических мест США». Кроме того, Филадельфийский храм является Национальным историческим памятником.

## Галерея

### Фасады

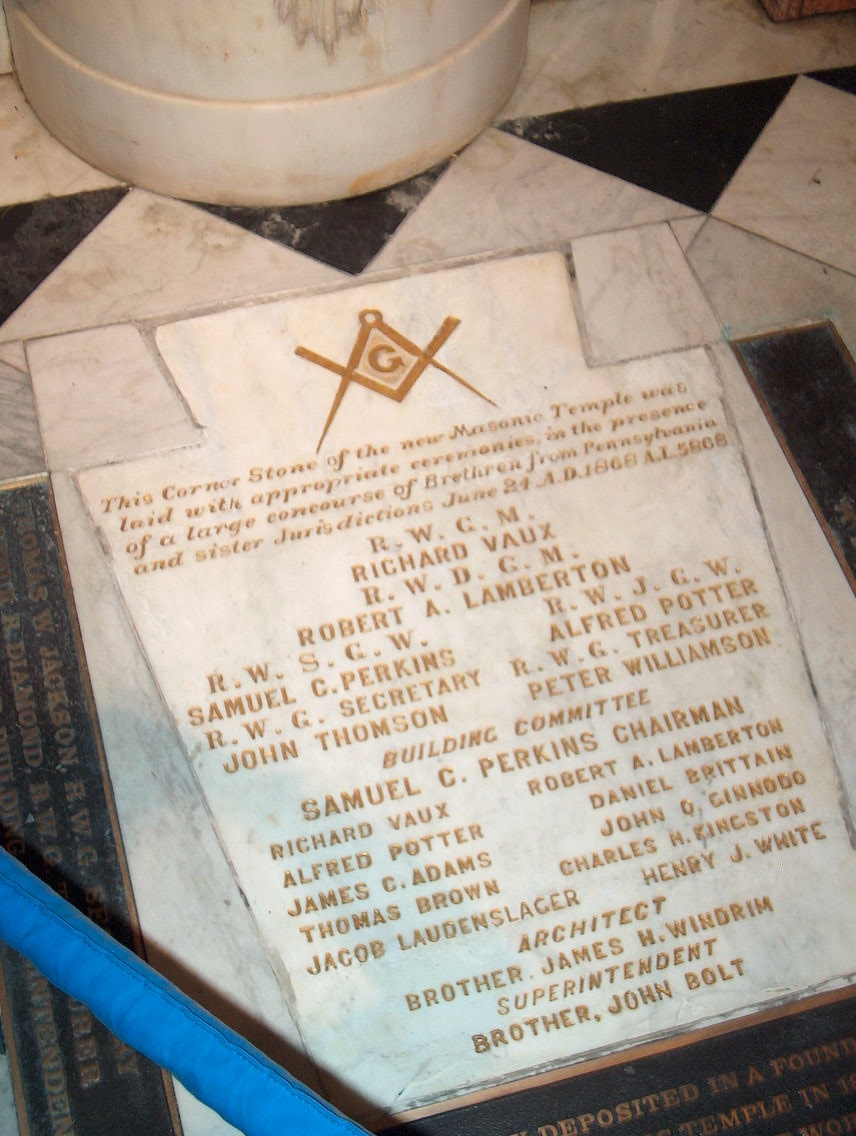
Закладной камень
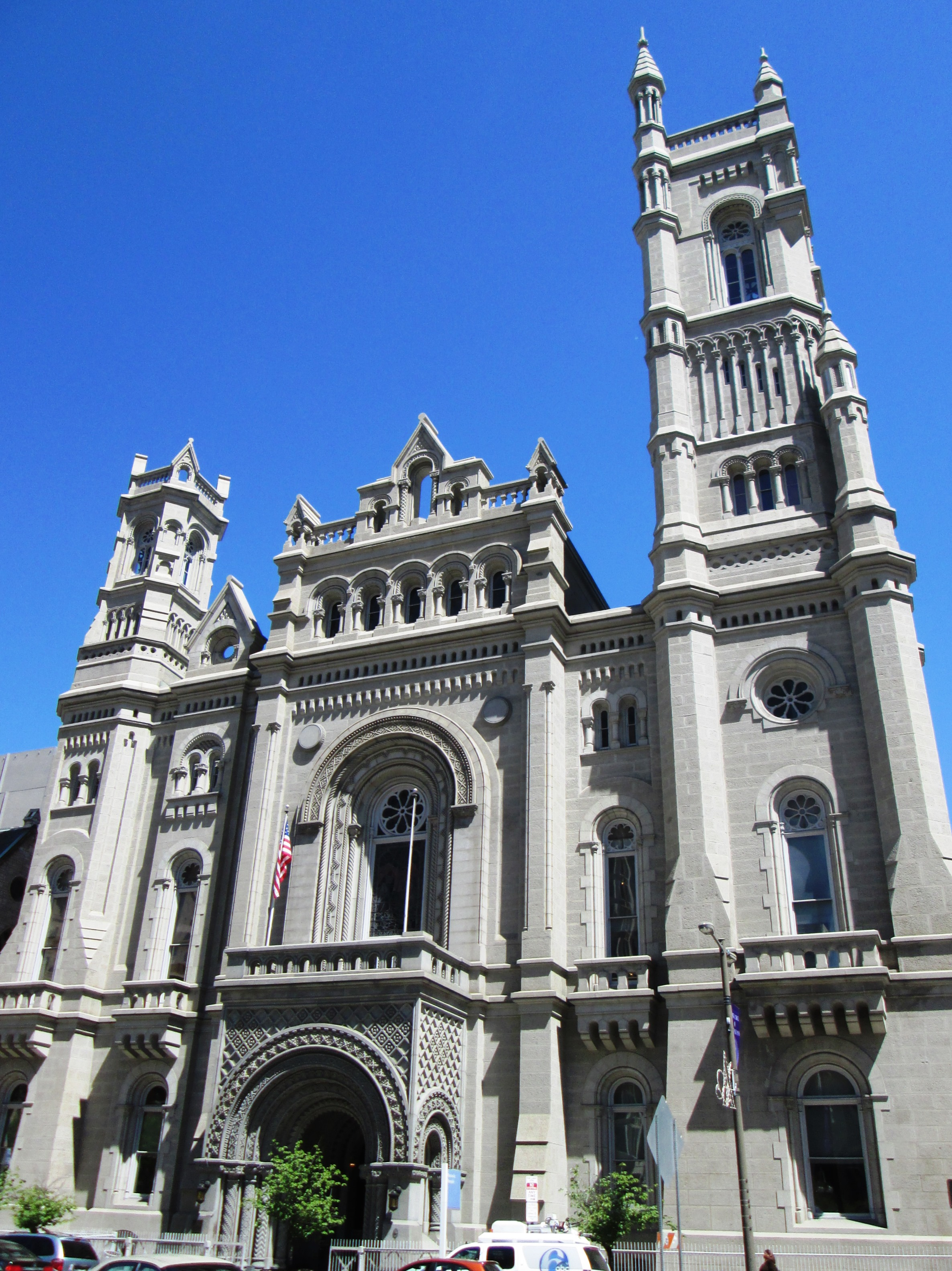
Главный фасад
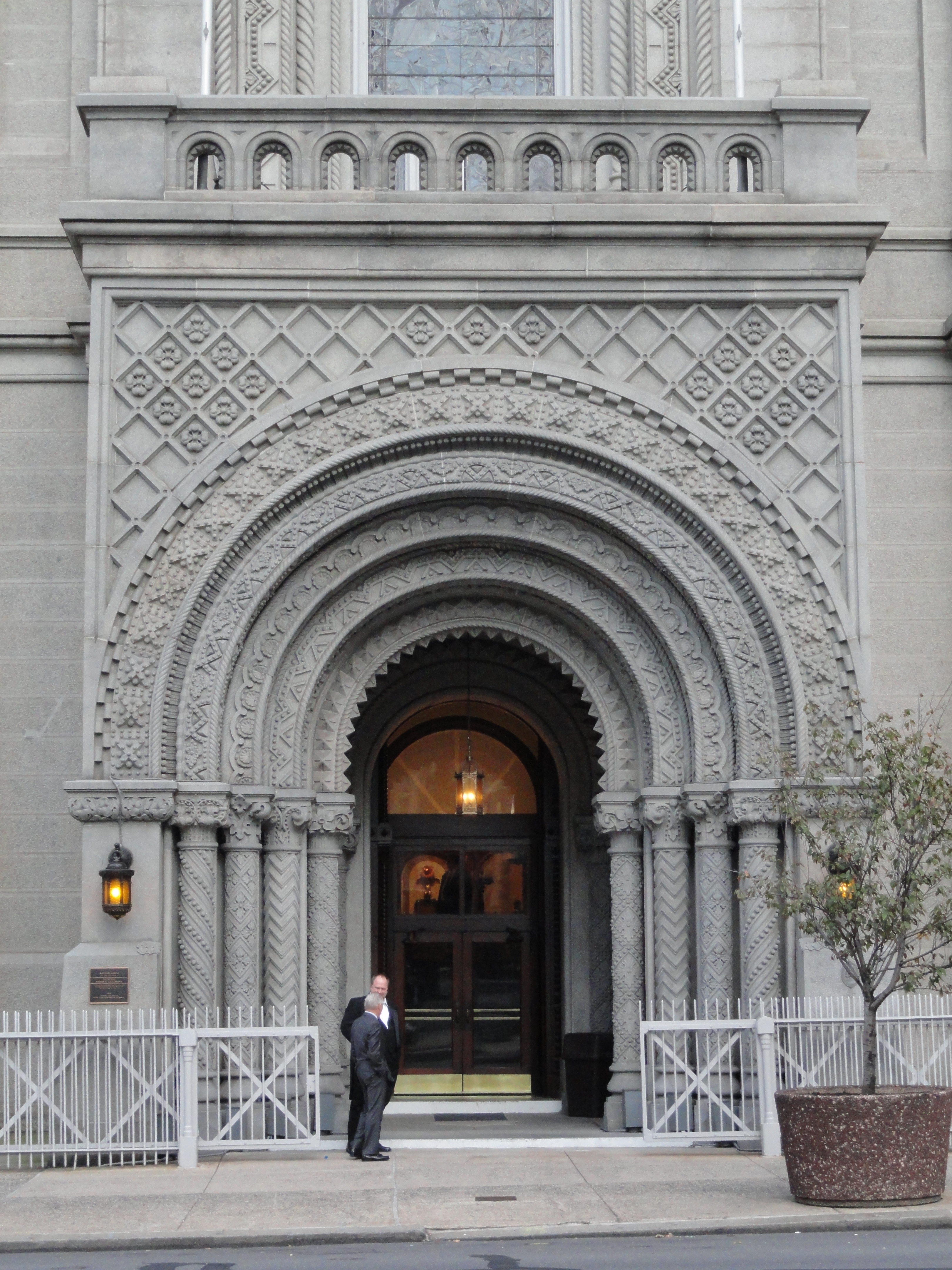
Вход
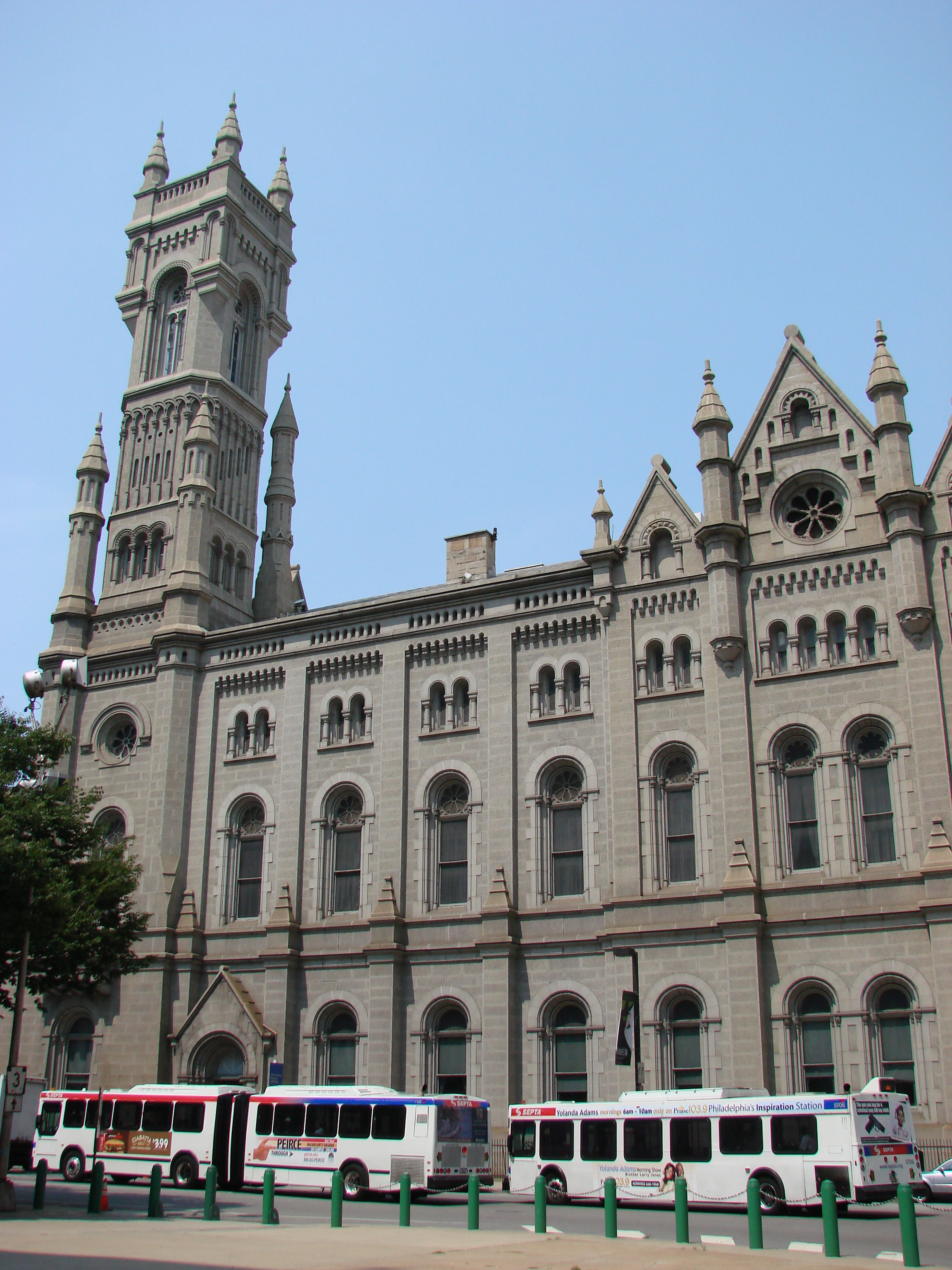
Южный фасад